# Crystal Dunn
Crystal Alyssia Dunn (New Hyde Park, 3 luglio 1992) è una calciatrice statunitense, difensore del Paris Saint-Germain e della nazionale statunitense.

## Carriera

### Club
Dopo le giovanili, il primo ingresso che compie a livello professionale nelle squadre di club è nella città di Boston.
Con il Boston Breakers totalizza 19 reti in 58 presenze in campo. Il difensore si trasferisce dopo a Londra con la maglia dei Blues nella stagione 2017/2018 e ancora dopo fa ritorno in America con la maglia North Carolina Courage.
Con questa squadra si aggiudica due titoli consecutivi (2018,2019).

### Nazionale
Dal 2013 con la nazionale statunitense conta ben più di 100 presenze tra CONCACAF Women's Championship e varie competizioni.

## Statistiche

### Presenze e reti nei club
Statistiche aggiornate al 4 febbraio 2025.
| Stagione                      | Squadra                       | Campionato                    | Campionato | Campionato | Coppe nazionali | Coppe nazionali | Coppe nazionali | Coppe internazionali | Coppe internazionali | Coppe internazionali | Altre coppe | Altre coppe | Altre coppe | Totale | Totale |
| Stagione                      | Squadra                       | Comp                          | Pres       | Reti       | Comp            | Pres            | Reti            | Comp                 | Pres                 | Reti                 | Comp        | Pres        | Reti        | Pres   | Ret    |
| ----------------------------- | ----------------------------- | ----------------------------- | ---------- | ---------- | --------------- | --------------- | --------------- | -------------------- | -------------------- | -------------------- | ----------- | ----------- | ----------- | ------ | ------ |
| 2014                          | Boston Breakers               | NWSL                          | 21+1       | 0          | -               | -               | -               | -                    | -                    | -                    | -           | -           | -           | 22     | 0      |
| 2015                          | Boston Breakers               | NWSL                          | 20+1       | 15         | -               | -               | -               | -                    | -                    | -                    | -           | -           | -           | 21     | 15     |
| 2016                          | Boston Breakers               | NWSL                          | 13+2       | 2+2        | -               | -               | -               | -                    | -                    | -                    | -           | -           | -           | 15     | 4      |
| Totale Boston Breakers        | Totale Boston Breakers        | Totale Boston Breakers        | 58         | 19         | -               | -               | -               | -                    | -                    | -                    | -           | -           | -           | 58     | 19     |
| 2017                          | Chelsea                       | WSL1                          | 8          | 1          | CI              | ?               | ?               | UWCL                 | -                    | -                    | WLC         | ?           | ?           | 8+     | 1+     |
| 2017-feb. 2018                | Chelsea                       | WSL1                          | 7          | 2          | CI              | 2               | 1               | UWCL                 | 4                    | 0                    | WLC         | 5           | 2           | 18     | 5      |
| Totale Chelsea                | Totale Chelsea                | Totale Chelsea                | 15         | 3          | -               | 2+              | 1+              | -                    | 4                    | 0                    | -           | 5+          | 2+          | 26+    | 6+     |
| 2018                          | North Carolina Courage        | NWSL                          | 24         | 8          | -               | -               | -               | -                    | -                    | -                    | WIC         | 0           | 0           | 24     | 8      |
| 2019                          | North Carolina Courage        | NWSL                          | 15         | 9          | -               | -               | -               | -                    | -                    | -                    | WIC         | 2           | 0           | 17     | 9      |
| 2020                          | North Carolina Courage        | NWSL                          | -          | -          | NCC             | 5               | 1               | -                    | -                    | -                    | -           | -           | -           | 5      | 1      |
| Totale North Carolina Courage | Totale North Carolina Courage | Totale North Carolina Courage | 39         | 17         | -               | 5               | 1               | -                    | -                    | -                    | -           | 2           | 0           | 46     | 18     |
| 2021                          | Portland Thorns               | NWSL                          | 15         | 1          | NCC             | 3               | 0               | -                    | -                    | -                    | -           | -           | -           | 18     | 1      |
| 2022                          | Portland Thorns               | NWSL                          | 6          | 1          | NCC             | -               | -               | -                    | -                    | -                    | -           | -           | -           | 18     | 1      |
| 2023                          | Portland Thorns               | NWSL                          | 20         | 5          | NCC             | 0               | 0               | -                    | -                    | -                    | -           | -           | -           | 20     | 5      |
| Totale Portland Thorns        | Totale Portland Thorns        | Totale Portland Thorns        | 41         | 7          | -               | 3               | 0               | -                    | -                    | -                    | -           | -           | -           | 44     | 7      |
| 2024                          | NJ/NY Gotham                  | NWSL                          | 20         | 1          | NCC             | 1               | 0               | CWC                  | 2                    | 0                    | NxLSC       | -           | -           | 23     | 1      |
| 2024-2025                     | Paris Saint-Germain           | PL                            | -          | -          | CF              | -               | -               | UWCL                 | -                    | -                    | SC          | -           | -           | 6      | 3      |
| Totale carriera               | Totale carriera               | Totale carriera               | .          | .          | -               | .               | .               | -                    | .                    | .                    | -           | .           | .           | .      | .      |

## Palmarès

### Club
- National Women's Soccer League: 3

North Carolina Courage: 2018, 2019
Portland Thorns: 2022
- Campionato inglese: 1

Chelsea: 2017
- NWSL Shield: 2

North Carolina Courage: 2018, 2019
- NWSL Challenge Cup: 1

Portland Thorns: 2021

### Nazionale
- Campionato mondiale: 1

2019
- Oro olimpico: 1

Parigi 2024
- Bronzo olimpico: 1

Tokyo 2020
- CONCACAF Women's Championship: 1

Stati Uniti 2018
- Campionato mondiale under 20: 1

2012
- Algarve Cup: 1

2015
- SheBelieves Cup: 4

2016, 2018, 2020, 2021
- Tournament of Nations: 1

2018

### Individuale
- Hermann Trophy: 1

2012
- Soccer America Player of the Year Award: 1

2012
- Most Valuable Player della National Women's Soccer League: 1

2015
- Capocannoniere (Golden Boot) della National Women's Soccer League: 1

2015 (15 reti)